# Richard Werly
Richard Werly (né le 7 septembre 1966 à Neuilly-sur-Seine) est un journaliste et essayiste franco-suisse, spécialisé dans les thématiques politiques et sociales, correspondant pour la France et l'Europe du quotidien suisse Blick depuis mai 2022.

## Biographie
Richard Werly naît en 1966 à Neuilly-sur-Seine, d'un père suisse et d'une mère française,.
Il suit sa scolarité dans la Nièvre, en Bourgogne-Franche-Comté, puis étudie l'histoire et les sciences politiques à Sciences Po Paris et à la Sorbonne,.
Il est marié et père d'un fils.
Il obtient son premier poste de journaliste à la fin de ses études au quotidien La Croix.
En 1990, il s'installe en Thaïlande, où il travaille comme pigiste pour Swissinfo, la RTS et le Journal de Genève. Revenu à Paris en 1996, il est reporter à l'hebdomadaire La Vie puis à Libération. Il rejoint Le Temps à la fin des années 1990 et couvre notamment des conflits armés au Cambodge et en Birmanie,,.
En 2000, il est nommé correspondant permanent de Libération et du Temps au Japon, à Tokyo. Il revient à Genève en 2003. Il couvre alors pour le Temps la guerre d'Irak et le tsunami de 2004 en particulier. Il est ensuite nommé chef de la rubrique international du journal suisse. En 2006, il en devient le correspondant à Bruxelles, chargé de couvrir l'actualité européenne, puis correspondant à Paris à partir de 2014,,.
Il rejoint le quotidien suisse Blick en mai 2022, pour lequel il publie chaque semaine une newsletter gratuite sur la France, intitulée Republick.
Il est par ailleurs un invité régulier de l'émission audio à la demande Le Nouvel Esprit public, présenté par Philippe Meyer[réf. nécessaire], intervient  régulièrement sur Arte et tient des chroniques sur la chaîne parlementaire LCP.
En 2022, il lance sur le site du Temps le service audio à la demande « Comment va la France ? »,.
Il reçoit le Prix Jean-Dumur en 2020. Le 22 mars 2022, il est décoré chevalier des Arts et des Lettres par Roselyne Bachelot, alors ministre francaise de la Culture.
Il est le cofondateur et directeur de la collection « L'âme des peuples » aux éditions Nevicata.

## Publications
- Iqbal : enfant esclave, éditions Fayard, 1995, 250 p.
- Dans les soutes du miracle asiatique, éditions Stock, 1998, 292 p.  (ISBN 9782234050525)
- Jewelry Treasures of Thailand. 2003. Editions Asieinfo
- Travel Green Thailand et Ecotourisme en Thailande, 2004. Editions Asieinfo
- Tsunami : la vérité humanitaire, éditions Jubilé, 2005, 272 p.
- 50 years of Jewelry Treasures. Editions Asieinfo
- Richard Werly et André Gattolin, Europe : rallumer les étoiles, éditions Nevicata, coll. « L'âme des peuples », 2020, 126 p. (ISBN 978-2875231420, lire en ligne).
- La France contre elle même, Grasset, 2022, 234 p.  (ISBN 978-2-24682-979-9)
- Le Bal des illusions - Ce que la France croit, ce que le monde voit (avec François D’Alançon), Grasset, 2024, 240 p.  (ISBN 978-2-24683-450-2)
- Comment parler d'Europe ? Les mots, les mythes, les faits, Fondation Jean Monnet pour l'Europe, 2024, 48 p. lire en ligne (consulté le 20 mai 2024).